# Tomas Svensson (handbollsspelare)
Tomas Runar Svensson, född 15 februari 1968 i Eskilstuna, är en svensk handbollstränare och före detta handbollsmålvakt. Som aktiv spelade han 331 landskamper för Sveriges landslag, under hela storhetstiden under 1990-talets "Bengan Boys" men även under efterföljande förbundskapten Ingemar Linnéll. Internationellt är Svensson en av Sveriges och världens mest meriterade spelare genom tiderna, med sex raka Champions League-titlar och spel i många år i stora klubbar såsom FC Barcelona (1995–2002) och Portland San Antonio (2005–2009). Totalt varade spelarkarriären på elitnivå i nästan 30 år.
Tomas Svensson har varit målvaktstränare i de tyska bundesligalagen Rhein-Neckar Löwen och SC Magdeburg och i Danmarks herrlandslag. I Rhein-Neckar Löwen var han även assisterande tränare under två säsonger, 2012–2014. 2015–2016 var han huvudtränare för SC Magdeburg tillsammans med Bennet Wiegert, och fortsatte sedan som målvaktstränare fram till 2021.
2021 tog han över som målvaktstränare för svenska herrlandslaget, och blev assisterande tränare i FC Barcelona.

## Spelarkarriär

### Klubblagsspel
Svensson debuterade i Allsvenskan (nuvarande Handbollsligan) 1983 för IF Guif, endast 15 år gammal.
Den 8 maj 2012 meddelade Svensson officiellt att han lägger av som spelare, men fortsatte som målvaktstränare i Rhein-Neckar Löwen.

### Landslagsspel
1988 debuterade Svensson i svenska landslaget.
Svensson var med och vann VM-guld 1990 i Tjeckoslovakien, då man slog Sovjetunionen i finalen i Prag.
Svensson är den spelare från VM 1990-laget som var kvar längst i landslaget. Den andra och avgörande OS-kvallandskampen mot Island 2008 blev hans sista landskamp. I januari 2009 meddelade Svensson att han slutade i landslaget.

## Övrigt
Tomas Svensson var med ombord det SAS-flygplan som havererade i Gottröraolyckan år 1991.
Fadern Runar Svensson spelade 124 landskamper för Sveriges landslag i vattenpolo och vann nio SM-guld i idrotten.
Tomas Svensson är far till fotbollsspelaren Max Svensson (född 2001), som i december 2020 debuterade för RCD Espanyols A-lag. Sonen är född i Barcelona och har enbart spanskt medborgarskap.

## Meriter

### Klubblagsmeriter
- Champions League-mästare sex gånger: 1995 (med Elgorriaga Bidasoa), 1996, 1997, 1998, 1999 och 2000 (med FC Barcelona)
- Spansk mästare sex gånger: 1995 (med Elgorriaga Bidasoa), 1996, 1997, 1998, 1999 och 2000 (med FC Barcelona)
- Tyska supercupen 2004 med HSV Hamburg

### Landslagsmeriter
- VM 1990 i Tjeckoslovakien:  Guld
- OS 1992 i Barcelona:  Silver
- VM 1993 i Sverige:  Brons
- EM 1994 i Portugal:  Guld
- VM 1995 på Island:  Brons
- EM 1996 i Spanien: 4:a
- OS 1996 i Atlanta:  Silver
- VM 1999 i Egypten:  Guld
- EM 2000 i Kroatien:  Guld
- OS 2000 i Sydney:  Silver
- VM 2001 i Frankrike:  Silver
- EM 2002 i Sverige:  Guld
- VM 2003 i Portugal: 13:e
- EM 2004 i Slovenien: 7:a
- VM 2005 i Tunisien: 11:a
- EM 2008 i Norge: 5:a

- Totalt: 12 medaljer (3 OS-silver, 2 VM-guld, 4 EM-guld, 1 VM-silver, 2 VM-brons)

### Individuella utmärkelser
- Årets handbollsspelare i Sverige 2005/2006